# Sophie Skelton
Sophie Skelton, född 7 mars 1994 i Woodford, är en brittisk skådespelare.
Skelton har bland annat medverkat i TV-serierna Outlander och Castlevania: Nocturne. Hon har även medverkat i filmen The Bank Heist.

## Filmografi (i urval)
- 2016–2023 – Outlander (TV-serie)
- 2018 – The Bank Heist
- 2023 – Castlevania: Nocturne (TV-serie)